# メアリー・マイルズ・ミンター
メアリー・マイルズ・ミンター（Mary Miles Minter, 1902年4月25日 - 1984年8月4日） はサイレント映画期のアメリカ合衆国の女優。

## 略歴
ブロードウェイ女優シャーロット・シェルビーの次女として、ルイジアナ州シュリーブポートに生まれる。姉のマーガレットと共に幼い頃より舞台に立つ。1915年、13歳で映画デビュー。清純で慎ましい役柄から次代のメアリー・ピックフォードと称される。
1919年、ウィリアム・デズモンド・テイラー監督「Anne of Green Gables(『赤毛のアン』の映画化、日本語題『天涯の孤児』)」のヒットにより一躍スターとなる。この際、父親を知らずに育ったメアリーは30歳年上のテイラー監督に恋心を抱いたとされる。1922年、テイラー監督が自宅で何者かに殺害される事件が起こるが、その際メアリーがテイラー監督に宛てて記したラブレターが発見された事で、マスコミが書きたて一大スキャンダルとなった。
人気も失墜し女優業に失望したメアリーは、パラマウントの所属契約が切れるのをきっかけにほどなく引退。1925年には映画の出演料をめぐり母親を訴えている(後に和解）。その後も殺人事件を巡って毀誉褒貶があったものの、1957年に実業家と結婚、晩年は裕福な生活を送った。1984年、カリフォルニア州サンタモニカで脳梗塞により82歳で逝去。
現在、代表作の『天涯の孤児』のフィルムこそ消失しているものの、その他数本の映画が現存している。

## 主な作品
- 潔き乙女 The Innocence of Lizette (1916)
- アンニーの思ひ Annie-for-Spite (1917)
- 山のメリザ Melissa of the Hills (1917)
- 愛の宮殿 Charity Castle (1917)
- 樹間の炬火 Peggy Leads the Way (1917)
- 老船長 The Mate of the Sally Ann (1917)
- お嬢さん記者 Powers That Prey (1918)
- 兄の為に A Bit of Jade (1918)
- 唱歌隊の娘 Social Briars (1918)
- 洩るる窓唄 The Ghost of Rosy Taylor (1918)
- 愛に輝く眼 The Eyes of Julia Deep (1918)
- 女彫刻家 Rosemary Climbs the Heights (1918)
- 妻といふ妻 Wives and Other Wives (1918)
- 天涯の孤児 Anne of Green Gables (1919)
- 再生の孤児 Judy of Rogue's Harbor (1920)
- 篤志看護婦 Nurse Marjorie (1920)
- 青春の奇跡 Jenny Be Good (1920)
- ケンタッキーの春 A Cumberland Romance (1920)
- 行く春の唄 Sweet Lavender (1920)
- 月光の縁 Moonlight and Honeysuckle (1921)
- 牧童と婦人 The Cowboy and the Lady (1922)
- 運命の鼓 Drums of Fate (1923)
- 渓谷の乙女 The Trail of the Lonesome Pine (1923)

## 参照
1. ↑  'Mother is Sued by Miss Minter', Los Angeles Times (January 30, 1925).
2. ↑  Los Angeles Examiner (May 29, 1936). The settlement was entered into evidence in a 1936 lawsuit against an investment firm.